# Mecz piłkarski Hiszpania – Jugosławia (1982)
Mecz Hiszpania - Jugosławia - spotkanie drugiej kolejki fazy grupowej Mistrzostw Świata w 1982 roku. Spotkanie zakończyło się zwycięstwem Hiszpanów 2:1, jednak wynik został wypaczony przez błędy sędziowskie i zadecydował o ostatecznych wynikach grupy.  

## Sytuacja przed meczem
Mistrzostwa świata w piłce nożnej 1982 zorganizowano w Hiszpanii. Gospodarze znaleźli się w grupie E, razem z Hondurasem, Jugosławią i Irlandią Północną. W 1. kolejce Hiszpania zremisowała 1:1 z Hondurasem, natomiast Jugosławia 0:0 z Irlandią Północną. Tabela po 1. kolejce (awansują dwie pierwsze drużyny):
| Zespół            | Punkty | Bramki |
| ----------------- | ------ | ------ |
| Honduras          | 1      | 1-1    |
| Hiszpania         | 1      | 1-1    |
| Jugosławia        | 1      | 0-0    |
| Irlandia Północna | 1      | 0-0    |

## Mecz
Faworytami spotkania byli gospodarze. Pierwszy gol padł jednak dla Jugosławii, strzelony w 10. minucie głową przez Ivana Gudelja. 4 minuty później jeden z Hiszpanów bez faulu padł w polu karnym Jugosłowian. Mimo to duński sędzia Lund-Sorensen po rzekomym faulu Velimira Zajca podyktował rzut karny. Hiszpan López Ufarte (strzelec gola z karnego w meczu z Hondurasem) posłał piłkę w aut, jednak sędzia nakazał powtórkę. Trafił z niej Juanito. Oto, jak opisuje to Andrzej Gowarzewski:
Podobnie jak Włosi wyeliminowali Kamerun, tak Hiszpanie – Jugosławię, czyli większą liczbą strzelonych goli przy tej samej sumie punktów i różnicy bramek. Gospodarze grali słabo. Ledwie 1:1 z Hondurasem dzięki karnemu, a potem 2:1 z Jugosławią w nieczystych okolicznościach. Sędzia przy 0:1 zarządził wątpliwą „jedenastkę”, a gdy strzał Lópeza Ufarte poszedł w aut nakazał powtórkę, dopatrując się urojonego przewinienia bramkarza. Tym razem trafił celnie Juanito, rozbijając psychicznie Jugosłowian.
W 62. minucie doszło do dwóch zmian w drużynie hiszpańskiej: Saura zmienił Sancheza, a Quini Sastruteguiego. Zaledwie 4 minuty później Saura pokonał Pantelicia. W 74. minucie Halilhodźić wszedł za Jovanovicia, a w 83. minucie Sestić za Vujovicia. Żółte kartki dostali: Zamora, Gordillo, Stojković i Slijvo.

## Po meczu
W drugim spotkaniu tej kolejki Honduras zremisował 1:1 z Irlandią Północną. Tabela po 2. kolejce:
| Zespół            | Punkty | Bramki |
| ----------------- | ------ | ------ |
| Hiszpania         | 3      | 3-2    |
| Honduras          | 2      | 2-2    |
| Irlandia Północna | 2      | 1-1    |
| Jugosławia        | 1      | 1-2    |

Tabela, gdyby Hiszpania zremisowała z Jugosławią:
| Zespół            | Punkty | Bramki |
| ----------------- | ------ | ------ |
| Honduras          | 2      | 2-2    |
| Hiszpania         | 2      | 2-2    |
| Irlandia Północna | 2      | 1-1    |
| Jugosławia        | 2      | 1-1    |

Ponieważ Irlandia Północna grała z Hiszpanią dzień po meczu Jugosławia – Honduras, w wypadku remisu lub zwycięstwa którejś z drużyn jedną bramką, Hiszpanie mogliby jednym golem przegrać z Irlandią Północną i mimo to wyjść z grupy. Tak się faktycznie stało: Jugosławia wygrała 1:0, a Hiszpanie mogli sobie pozwolić na „bezpieczną porażkę” 0:1. Ostateczna tabela:
| Zespół            | Punkty | Bramki |
| ----------------- | ------ | ------ |
| Irlandia Północna | 4      | 2-1    |
| Hiszpania         | 3      | 3-3    |
| Jugosławia        | 3      | 2-2    |
| Honduras          | 2      | 2-3    |

Tabela, gdyby w bezpośrednim spotkaniu Hiszpania zremisowała z Jugosławią:
| Zespół            | Punkty | Bramki |
| ----------------- | ------ | ------ |
| Jugosławia        | 4      | 2-1    |
| Irlandia Północna | 4      | 2-1    |
| Hiszpania         | 2      | 2-3    |
| Honduras          | 2      | 2-3    |